# 1925 у кіно

## Фільми

### Світовое кіно
- Вар'єте /  Веймарська республіка

### УРСР
- Укразія

## Персоналії

### Народилися

Клара Лучко

- 1 січня — Раймон Пеллегрен, французький актор (пом. 2007).
- 9 січня — Ванін Олексій Захарович, радянський і російський актор театру і кіно.
- 12 січня — Георгі Калоянчев, болгарський актор.
- 15 січня — Літус Микола Гнатович, радянський український кінорежисер.
- 23 січня — Рошаль Маріанна Григорівна, російська кінорежисерка.
- 26 січня — Пол Ньюман, американський актор і режисер.
- 9 лютого — Пастухов Олександр Йосипович, радянський і український кінооператор.
- 21 лютого — Шамо Ігор Наумович, український композитор єврейського походження.
- 23 лютого — Рудих Євгенія Михайлівна, радянська і українська редакторка, сценаристка.
- 25 лютого — Артеменко Костянтин Григорович, український актор і режисер.
- 1 березня — Чорний Володимир Костянтинович, радянський і український редактор, сценарист.
- 3 березня — Маркова Римма Василівна, радянська та російська акторка театру і кіно.
- 6 березня — Григор'єв Михайло Григорович, радянський і український кінорежисер, сценарист.
- 9 березня — Ушакова Валентина Олексіївна, російська акторка.
- 12 березня — Жорж Дельрю, французький композитор та музикант, спеціаліст у галузі кіномистецтва.
- 17 березня — Борисова Юлія Костянтинівна, радянська російська акторка.
- 28 березня — Смоктуновський Інокентій Михайлович, радянський і російський актор театру і кіно.
- 6 квітня — Савкін Іван Іванович, радянський актор театру та кіно.
- 14 квітня — Род Стайгер, американський актор.
- 29 квітня — Колетт Маршан, французька балерина та кіноакторка.
- 3 травня — Олівера Маркович, югославська та сербська акторка.
- 11 травня — Рушковський Микола Миколайович, радянський і український актор театру та кіно, театральний педагог.

- 15 травня — Касаткіна Людмила Іванівна, радянська та російська акторка театру і кіно (пом. 2012).
- 18 травня — Немечек Борис Костянтинович, радянський художник кіно, художник-постановник.
- 21 травня — Марта Торен, шведська акторка.
- 25 травня — Клод Піното, французький кінорежисер, сценарист, продюсер.
- 27 травня — Борисенко Володимир Семенович, український артист.
- 29 травня — Якубович-Ясний Одіссей Вікторович, російський кінознавець.
- 30 травня — Єршов Микола Михайлович, російський письменник, сценарист.
- 21 червня — Морін Степлтон, американська акторка.
- 1 липня — Лучко Клара Степанівна, російська радянська акторка кіно.
- 13 липня — Новиков Борис Кузьмович, радянський і російський актор театру і кіно.
- 21 липня — Стриженов Гліб Олександрович, радянський актор театру та кіно (пом. 1985).
- 26 липня — Робер Ірш, французький актор (пом. 2017).
- 30 липня — Болдиревський Борис Геннадійович, радянський український кіноактор.
- 4 серпня — Яковлєв Сергій Сергійович, радянський і російський актор.
- 7 серпня — Рунге Борис Васильович, радянський актор театру і кіно, телеведучий.
- 10 серпня — Вишнякова Феодосія Тимофіївна, радянська і українська організаторка кіновиробництва.
- 11 серпня — Арлін Дал, американська акторка театру, кіно та телебачення.
- 19 серпня — Гнеповська Неоніла Федорівна, українська радянська акторка театру та кіно.
- 6 вересня — Кошукова Луїза Олександрівна, радянська та російська акторка театру та кіно.
- 15 вересня — Лавров Кирило Юрійович, радянський та російський актор театру і кіно.
- 22 вересня — Винник Павло Борисович, радянський і російський актор.
- 27 вересня — Даррі Коул, французький актор.
- 30 вересня — Васильєва Віра Кузьмівна, радянська і російська акторка театру і кіно.
- 4 жовтня — Хуцієв Марлен Мартинович, радянський російський кінорежисер, сценарист, педагог.
- 16 жовтня — Анджела Ленсбері, англо-американська акторка театру, кіно та телебачення.
- 20 жовтня — Щепанкевич Тарас Михайлович, український кінооператор-документаліст.
- 31 жовтня — Лі Грант, американська акторка.
- 4 листопада — Прокопович Микола Костянтинович, радянський і російський актор театру і кіно.
- 10 листопада — Річард Бертон, відомий британський актор театру і кіно
- 11 листопада:
  - Гузар Володимир Станіславович, актор театру і кіно (пом. 2009).
  - Джонатан Вінтерс, американський комедійний актор.
- 17 листопада — Буковський Анатолій Сергійович, радянський та український кінорежисер, актор, сценарист (пом. 2006).
- 19 листопада — Прокопенко Олексій Юхимович, український кінооператор, викладач.
- 25 листопада — Мордюкова Нонна Вікторівна, радянська і російська акторка театру і кіно (пом. 2008).
- 27 листопада — Клод Ланзман, французький журналіст, кінорежисер-документаліст та сценарист.
- 2 грудня — Джулі Гарріс, американська акторка театру, кіно та телебачення.
- 11 грудня — Онопрієнко Євген Федорович, український кінодраматург.
- 21 грудня — Аросєва Ольга Олександрівна, радянська і російська акторка театру і кіно.
- 27 грудня — Мішель Пікколі, французький актор театру і кіно, кінорежисер.
- 28 грудня — Гільдеґард Кнеф, німецька акторка кіно, співачка.

### Померли
- 26 лютого — Луї Фейяд, французький кінорежисер та сценарист (нар. 1873).